# McAfee VirusScan
McAfee VirusScan is een sinds 1990 verschijnend antivirusprogramma, op de markt gebracht door de Amerikaanse firma McAfee. Er zijn versies voor de thuismarkt en voor de zakelijke markt.
Het is een programma dat werkt met virusdefinities. Daarnaast werkt het ook in recente versies op checksums, die via een DNS gelijkende query in een centrale databases wordt vergeleken met bestaande malware om te kijken of gescande bestanden en uitgevoerde code virussen bevat. De virusdefinities worden ingelezen door een "scanmotor", de zogenaamde engine. 

## Windows
De meest recente versie voor de zakelijke markt is versie 8.8, versie 8.7 wordt ook nog ondersteund, oudere versies zijn End of Life en geven geen effectieve bescherming meer. De software ondersteunt computers die draaien op de besturingssystemen Windows XP, Windows Vista, Windows 7 en Windows Server 2003 en 2008, zowel in 32- en 64-bitsvariant.
De thuisgebruikersversie wordt niet los verkocht maar geleverd met diverse andere beveiligingssoftware.

## Mac
Virusscan voor de Mac ondersteunt alle Mac OS X varianten.

## Linux
De Linuxvariant wordt ondersteund op RHEL en SuSE. Ubuntu wordt niet standaard ondersteund maar de driver kan desgewenst meegecompileerd worden.